# بول كولاس
بول رينيه كولاس (بالفرنسية: Paul Colas)‏ (6 مايو 1880 - 9 سبتمبر 1956) كان رياضي فرنسي في رياضة إطلاق النار وقد شارك في دورات الألعاب الأولمبية الصيفية في الأعوام 1908، 1912، 1920 و1924.

## روابط خارجية
- بول كولاس على موقع الاتحاد الدولي (الإنجليزية)
- بول كولاس على موقع اللجنة الأولمبية الدولية (الإنجليزية)
- بول كولاس على موقع أوليمبيديا (الإنجليزية)